# Osbeckia walkeri
Osbeckia walkeri är en tvåhjärtbladig växtart som beskrevs av George Arnott Walker Arnott. Osbeckia walkeri ingår i släktet Osbeckia och familjen Melastomataceae. Inga underarter finns listade i Catalogue of Life.